# Fileter d'Atenes
Fileter (Φιλέταιρος) fou un poeta còmic atenenc de la comèdia mitjana, que va viure al segle iv aC.
Ateneu de Nàucratis diu que era contemporani d'Hipèrides i de Diòfites, el qual podria ser el pare de Menandre d'Atenes). Dicearc de Messana diu que va ser el tercer fill d'Aristòfanes, però altres autors no hi coincideixen i diuen que era Nicòstrat.
Va escriure 21 comèdies segons la Suïda, i Ateneu de Nàucratis recull els següents títols:
- Ασκληπιός ("Asklēpiós" Asclepi)
- Αταλάντη ("Atalántē" Atalanta)
- Ἀχιλλεύς ("Achilléus" Aquil·les)
- Κέφαλος ("Képhalos" Cèfal)
- Κορινθιαστής ("Korinthiastēs" El que freqüenta les prostitutes)
- Κυνηγίς ("Kynēghís" La caça)
- Λαμπαδηφόροι ("Lampadēphóroi" Els que porten les torxes)
- Τηρεύς ("Tēréys" Tereu)
- Φίλαυλος ("Phílaylos" L'amant de la flauta)
- Μῆνες ("Mênes" Els mesos)

Es coneixen també alguns títols dubtosos:
- Αδωνιάζουσαι ("Adōniázousai")
- Αντυλλος ("Ántyllos")
- Όινοπίων ("Oinopíōn" Enopió)
- Μέλεαγρος ("Méleagros" Melèagre).

Els fragments conservats mostres que moltes de les obres de Fileter es referien a les heteres.